# 恋愛バラエティ ピンどん
『恋愛バラエティ ピンどん』（れんあいバラエティ ピンどん）は、関西テレビほかで放送されていた恋愛バラエティ番組で、チュートリアル初の司会番組である。全12回。実際の番組タイトルロゴおよび関西テレビの公式サイトにおいては「恋愛バラエティ」の表記は無く、毎回「ピンどん」とだけ表記されていた。
製作局の関西テレビでは2006年10月9日から同年12月25日まで、毎週月曜 24時35分 - 25時05分（火曜 0時35分 - 1時05分）に放送、初回のみ25時00分から放送。12月25日放送の最終回スペシャルは0時55分 - 1時55分に放送された。
他にBSフジでも土曜 13時30分 - 14時00分に放送。2007年4月5日からは北海道文化放送で木曜深夜に放送されていた。

## 概要
「男と女」をテーマにした視聴者参加型の恋愛バラエティ番組で、毎回「Wake Alleyes」（ワケアリーズ）に登場する約6名の「ちょいワケ美女」（一般女性）と約3名の一般男性の中からカップルを成立させることを目的にしていた。番組タイトルにある「ピンドン」とは、参加男性が目当てのちょいワケ美女に告白する際に注文する「ピンク（ロゼ）のドンペリ」に由来する。
番組収録は、実際に大阪京橋で営業しているバーで行われていた。

## キャスト
- 徳井義実（チュートリアル） - BARのママ役で出演。
- 福田充徳（チュートリアル） - バーテンダー役で出演。
- 藤沢としや - ナレーターを担当。

## スタッフ
- 構成 : 長谷川朝二
- ブレーン : 谷口隆三、田中孝晃
- TD （テクニカルディレクター）  : 中居龍紀（KTV）
- CAM （カメラ） : 中山秀一（KTV）
- VE （ビデオエンジニア）  : 油野邦彦（KTV）
- 音声 : 筒井亨（KTV）
- 照明 : 金子宗央（KTV）
- VTR編集 : 中祖兼尚（CARROT）
- MA : 木村冬樹（CARROT）
- 音効 : 大鳥洋一
- 美術プロデューサー : 岡崎忠司（KTV）
- セットデザイン : 嶋田良一（ブロードデザイン）
- 美術進行 : 建部英毅〔通称：ヒデキング☆〕
- 大道具 : 青木繁
- 装身具 : 森仁美
- メイク : 堀洋子（ビーム）
- 衣装 : 岡本忠治
- 電飾 : 渡辺進
- タイトル : 溜池尚毅
- AD （アシスタントディレクター） : 池田和彦、高橋諒太（KTV）
- ディレクター : 上杉康司（EXPRESS CR.）、木村淳（KTV）、丹羽弘二（x1エックスワン）
- チーフディレクター : 木村弥寿彦（KTV）
- プロデューサー : 竹本潔観（KTV）
- 協力 : CABARET BERONICA、大阪共立、ウエストワン
- 制作著作 : 関西テレビ